# Marjorie de Sousa
Marjorie de Sousa (sinh ra Marjorie Lissette de Sousa Rivas; 23 tháng 4 năm 1980 ) là một nữ diễn viên và người mẫu người Venezuela gốc Bồ Đào Nha. Cô được biết đến trên toàn thế giới với các vai phản diện trong telenovela.

## Nghề nghiệp

### Khởi đầu và vai diễn đáng chú ý
Năm 12 tuổi, De Sousa bắt đầu sự nghiệp làm quảng cáo trên truyền hình và làm người mẫu. Năm 1999, cô tham gia cuộc thi sắc đẹp Hoa hậu Venezuela trong tay nhà thiết kế nổi tiếng người Venezuela, Jac Scutaro. Một năm sau, cô đóng vai diễn trong telenovela đầu tiên của mình, Amantes de luna llena, được sản xuất và phát sóng bởi kênh truyền hình Venevisión. Năm 2001, cô đóng vai chính trong bộ phim truyền hình ăn khách telenovela Guerra de teeses, với nhân vật Carolina, một trong những nhân vật nổi tiếng nhất trong cốt truyện. Năm 2002, De Sousa rời Venezuela để làm việc trên telenovela Gata Salvaje, một sản phẩm hợp tác của Venevisión và kênh Univision tiếng Tây Ban Nha-Mỹ. Trong cuốn tiểu thuyết nổi tiếng quốc tế này, cô vào vai Camelia Valente, một nhân vật phản diện mà có lẽ là một trong những nhân vật hay nhất của cô, đạt được thành tích cấp quốc tế. Khi kết thúc quá trình sản xuất phim đó, De Sousa đã đi đóng phim cho Telenovela Mariana de la Noche của Mexico, do Televisa sản xuất; Ở đó, nhân vật của cô có tên là Carol, cũng là một nhân vật phản diện. Tiếp theo, cô làm việc cho một Univision telenovela thành công khác có tên Rebeca, nơi cô có nhân vật Gisela, một vai trò khác mà cô đóng vai trò là một nhân vật phản diện. Năm 2005, cô tham gia bộ phim telenovela Ser bonita no basta của kênh truyền hình Radio Radio Televisión. Một năm sau, cô trở lại đóng vai chính trong một telenovela khác của RCTV, Y los Decaro marido y tees, một sản phẩm bãi biển ở đảo Margarita của Venezuela. Năm 2007, De Sousa bắt đầu làm việc trong dàn diễn viên của telenovela Amor comprado, do Venevisión sản xuất; với một nhân vật là nhân vật phản diện của cốt truyện có tên Margot. Hai năm sau, cô trở thành nhân vật phản diện của telenovela Pecadora bên cạnh Eduardo Capetillo và Litzy, nơi cô bắt đầu có kỹ năng làm ca sĩ diễn giải chủ đề về nhân vật của mình và nhân vật chính.

### Thành công rực rỡ với các vai diễn telenovela (2010-nay)
Vào năm 2010, cô đã thu âm Sacrifermo de tees, cùng với Luis Jose Santander và dưới sự chỉ đạo của Adriana Barraza. Năm 2011, cô đóng vai nhân vật phản diện trong một lần tham gia đặc biệt vào Corazón apasionado cùng với Guy Ecker và Marlene Favela. Cùng năm đó, cô đóng vai chính trong video mới của bài hát "Poquito a Poquito" của Henry Santos, cựu thành viên của Aventura. Trong điện ảnh, cô tham gia vào các bộ phim Duelos de pasarela y soltera và Sin compromiso. Năm 2012, cô ra mắt sân khấu tại Toc Toc, một tác phẩm nổi tiếng thế giới và nhận được những lời phê bình tốt nhất của ngành sau sự giải thích độc đáo và độc đáo của cô về Lili. Năm đó, cô cũng nhận được giải thưởng Nhân vật nữ chính xuất sắc nhất nước Mỹ nhờ màn trình diễn phi thường của Clemencia Sacrifermo de tees. Đó là vào năm đó, khi De Sousa trở lại Televisa dưới bàn tay của nhà sản xuất Nicandro Díaz González trong telenovela của Amores verdaderos với tư cách là một nhân vật phản diện của câu chuyện, nhờ thành công của nhân vật trong telenovela là nhân vật phản diện hay nhất trong một telenovela tại lễ trao giải TVyNigsas. Năm 2013, cô tham gia dàn diễn viên của vở kịch Hương de Gardenia, do Omar Suárez sản xuất. Cô cũng tham gia chương trình thực tế mùa thứ tư ¡Mira quién baila!, đang ở vị trí thứ ba.